# هواوی آنر ۶
آنر ۶ یک گوشی هوشمند اندرویدی میان رده است که توسط هواوی تولید شده‌است. این گوشی در اوت ۲۰۱۴ به بازار عرضه شد. این دومین گوشی میان رده هوآوی با نام تجاری آنر است. آنر ۶ دارای صفحه نمایش ۵٫۰ اینچی IPS LCD است و پس از آخرین به روزرسانی با سیستم عامل Android 6 اجرا می‌شود. این دومین گوشی افتخاری است که از چیپ ست HiSilicon Kirin استفاده می‌کند.
این گوشی ۳ گیگابایت رم دارد، ۱۶ گیگابایت یا ۳۲ گیگابایت حافظه داخلی دارد و با استفاده از بلوتوث ۴٫۰، وای فای 802.11 a / b / g / n و 2G / 3G / 4GLTE قابل اتصال است. همچنین، دارای عملکرد GPS است.